# 刘敬之 (1920年)
刘敬之（1920年—1993年），原名刘文彬，男，辽宁丹东人，中华人民共和国政治人物。

## 生平
抗日战争期间，担任胶东抗日救国军第三军政治部宜传科股长，后担任《大众日报》编辑。第二次国共内战期间，担任《辽东日报》社总编室主任等。中华人民共和国成立后，担任《吉林日报》社总编辑等。1972年，升任新华社副社长、中共吉林省委书记、吉林省政协主席。